# Roseller Lim
Roseller Lim est une localité de la province du Zamboanga Sibugay, aux Philippines. En 2015, elle compte 43 646 habitants.